# Nitrato de hidrazina de níquel

Nitrato de hidrazina de níquel, mais conhecido pela sigla NHN (fórmula química: [Ni(N2H4)3](NO3)2) é um composto de coordenação muito energético com propriedades explosivas que o colocam entre um explosivo primário e um secundário.

## Preparação

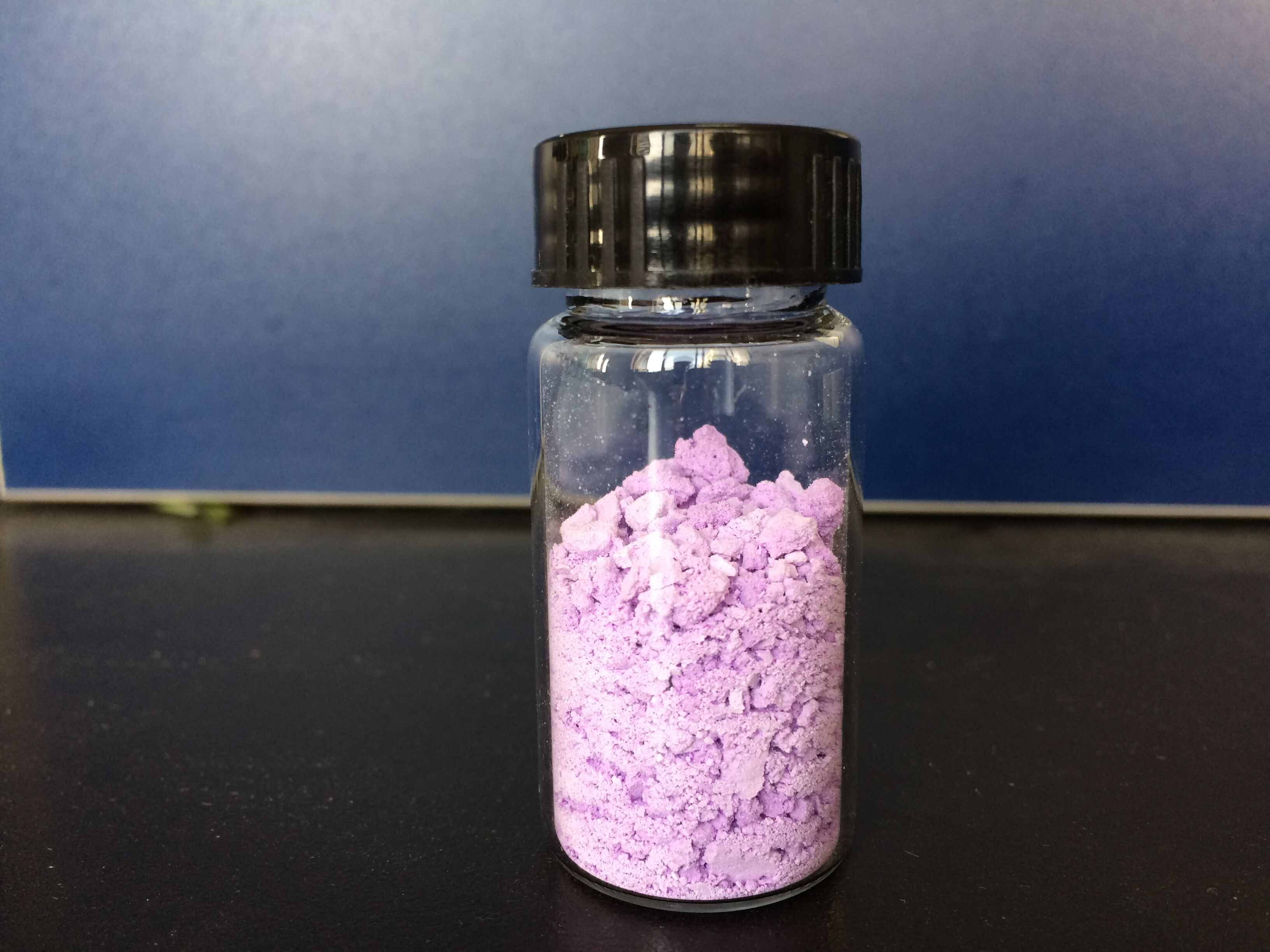
Amostra do nitrato de hidrazina de níquel.

A preparação  do nitrato de hidrazina de níquel é realizada combinando nitrato de níquel com uma solução diluída de hidrato de hidrazina (64%) em água. É importante manter a solução aquecida a 65 °C. o correspondente a 0,1% em massa do sistema total em dextrina pode ser adicionada para aumentar a densidade aparente de 0,9 mg/cm3 para 1,2 mg/cm3 e facilitar a reação.
A reação química de obtenção deste composto é:
:{\displaystyle \mathrm {Ni(NO_{3})_{2}+3\ N_{2}H_{4}\longrightarrow [Ni(N_{2}H_{4})_{3}](NO_{3})_{2}} }
NHN produzido com sucesso é um pó de cor violácea com textura de talco quando seco. O nitrato de hidrazina de níquel produzido sem sucesso formará grãos duros que precisam ser esmagados e, em seguida, mantêm uma consistência de grãos de areia. Este último é o resultado da mistura com uma temperatura mais baixa e usando álcool em vez de água como solução de mistura.
Molhar o NHN enxaguado com álcool e, em seguida, proceder a secagem a vácuo é o método preferido para acelerar o processo de secagem do NHN.

## Estrutura

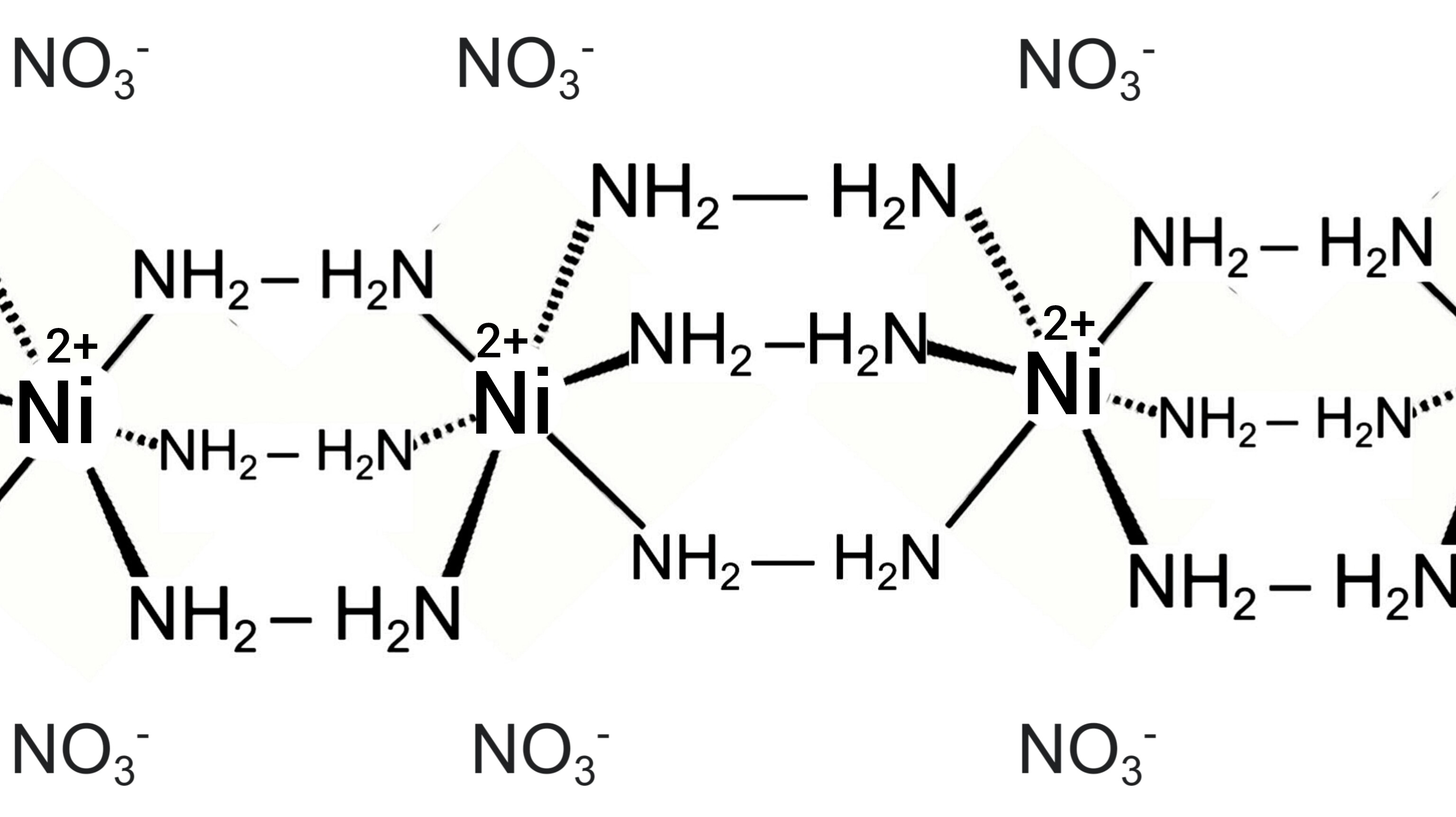
Estrutura polimérica do complexo nitrato de tris(hidrazina) níquel II.

O NHN é um complexo de coordenação de estrutura polimérica na qual as moléculas de hidrazina (N2H4) atuam como um ligante bidentado usando os dois pares de elétrons não-ligantes dos dois nitrogênios atuando como ligantes-ponte entre os átomos de níquel, os quais são hexacoordenados, formando uma cadeia polimérica catiônica [Ni2+(H2N—NH2)3Ni2+(H2N—NH2)3]n, com os íons nitrato como contra-íons.

## Propriedades
O NHN é um sólido de cor lilás pouco solúvel em água. É térmica e hidroliticamente estável, facilmente preparado a partir de matérias-primas disponíveis. Seu líquido de preparação pode ser usado repetidamente, o que significa que não há poluição das águas residuais na fabricação industrial. O NHN não é sensível ao impacto, à fricção ou à carga eletrostática, mas é mais sensível à chama. Está demonstrado que o NHN é adequado como substituto da azida de chumbo como carga intermediária em detonadores comerciais.
O nitrato de hidrazina-níquel é um potencial explosivo primário que mostra boa resistência ao impacto, enquanto ainda é facilmente detonado por uma chama. 
Isso significa que o sal complexo pode ser mais seguro para manipular do que outros explosivis primários. 
A sensibilidade ao impacto (o valor de altura de queda do martelo no qual a amostra possui 50% de chance de detonação) é de 84 cm. É resistente ao atrito até 10 N, resistente à descarga eletrostática, mas é sensível à chama e explode em contato com um fio aquecido ao rubro. 
Outra vantagem, pequenas quantidades do composto não precisam de confinamento para detonar. O nitrato de hidrazina-níquel mostra excelente potência inicial para um primário. A velocidade de detonação 7 km/s.

## Tabela 1. Propriedades Gerais e Estruturais do Nitrato de hidrazina de níquel[1]
| Fórmula molecular                                   | Ni(N2H4)3(NO3)2                    |
| Massa molecular                                     | 278.69                             |
| Cor                                                 | Púrpura/Violeta claro              |
| Densidade dos cristais (g/cm3)                      | 2.1                                |
| Média do tamanho das partículas (μm)                | 13                                 |
| Conteúdo de níquel (%)                              | 21.16 (21.06) a                    |
| Conteúdo de hidrazina (%)                           | 34.46 (34.45) a                    |
| Conteúdo de nitrato (%)                             | 44.47 (44.49) a                    |
| Conteúdo de nitrogênio na esfera de coordenação (%) | 30.25 (30.14) a                    |
| FTIR peaks, (cm−1)                                  | 3238, 1630 (NH2); 1356,1321 (-NO3) |
| Conteúdo de mistura (a 333 K por 10 min) (%)        | 0.34                               |
| Média de massa molecular dos produtos de combustão  | 27.35                              |
| porcentagem de Ni (l) condensável                   | 18                                 |
| Razão oxigênio-combustível                          | 0.8571                             |
| Balanço de oxigênio %                               | -5.74                              |

a - Valores teorizados

## Tabela 2. Propriedades comparativas de nitrato de hidrazina de níquel eazotetodechumbo[1]
| Propriedades                                                         | Nitrato de hidrazina de níquel a | Azoteto de chumbo b |
| -------------------------------------------------------------------- | -------------------------------- | ------------------- |
| Densidade (g/cm3)                                                    | 2.12                             | 4.38                |
| Balanço de oxigênio (%)                                              | – 5.74 c                         | – 5.50              |
| Calor de combustão (kJ/kg)                                           | 5225                             | 2635                |
| Calor de formação (kJ/mol)                                           | – 449                            | 469                 |
| Calor de explosão (kJ/kg)                                            | 4390                             | 1610                |
| Início da decomposição (K)                                           | 505.7                            | 463                 |
| Pico de decomposição (K)                                             | 506.5                            | 618                 |
| Sensbilidade à fricção (kgf)                                         | 1.6                              | 0.02                |
| Sensibilidade ao impacto (cm, 400 g wt, 20 mg amostra, 50% explosão) | 21 b                             | 10.5                |
| Sensibilidade ESD (J)                                                | 0.02 b                           | 0.003               |
| Vol. de gases de detonação (ml/g)                                    | 884 c                            | 308                 |
| Temperatura de detonação (K)                                         | 2342 c                           | 5600                |
| Pressão de detonação (GPa)                                           | 20.8 c (1.7 g/cm3)               | 16.1 (3.0 g/cm3)    |
| Velocidade de detonação (m/s)                                        | 7000 b (1.7 g/cm3)               | 4630 (3.0 g/cm3)    |

a Valores experimentais, b valores na literatura, and c valores teorizados

## Detonação
O nitrato de hidrazina-níquel precisa de confinamento para fazer corretamente a deflagração para a transição de detonação. Tubo de aço fino 5/16 "OD, 0.273" ID, parede de 0.020 "é suficiente para que isso ocorra.
A reação de decomposição é:
[Ni(N2H4)3](NO3)2(s) → Ni(s) + 4N2(g) + 6H2O(g)

## Segurança
Como um explosivo primário, o NHN é um explosivo relativamente seguro para trabalhar por ter muito menos sensibilidade ao choque e à fricção do que outros explosivos primários, tais como o azoteto de chumbo (Pb(N3)2). Por conter níquel e hidrazina na composição, o NHN é considerado altamente tóxico, potencialmente cancerígeno.